# Dąbrówka dodona
Dąbrówka dodona, garbatka wyrocznica (Drymonia dodonaea) – gatunek motyla z rodziny garbatkowatych. Zamieszkuje Europę i Zakaukazie. Gąsienice żerują na dębach, rzadko na bukach lub brzozach. Osobniki dorosłe są aktywne nocą.

## Taksonomia
Gatunek ten opisany został po raz pierwszy w 1775 roku przez Johanna N.C.M. Denisa i Ignaza Schiffermüllera pod nazwą Bombyx dodonaea. Jako miejsce typowe wskazano okolice Wiednia. W jego obrębie wyróżnia się podgatunki:
- Drymonia dodonaea albofasciata (Hartig, 1968)
- Drymonia dodonaea dodonaea (Denis & Schiffermüller, 1775)
- Drymonia dodonaea trimacula (Esper, 1785)
- Drymonia dodonaea wageneri de Freina, 1981

## Morfologia

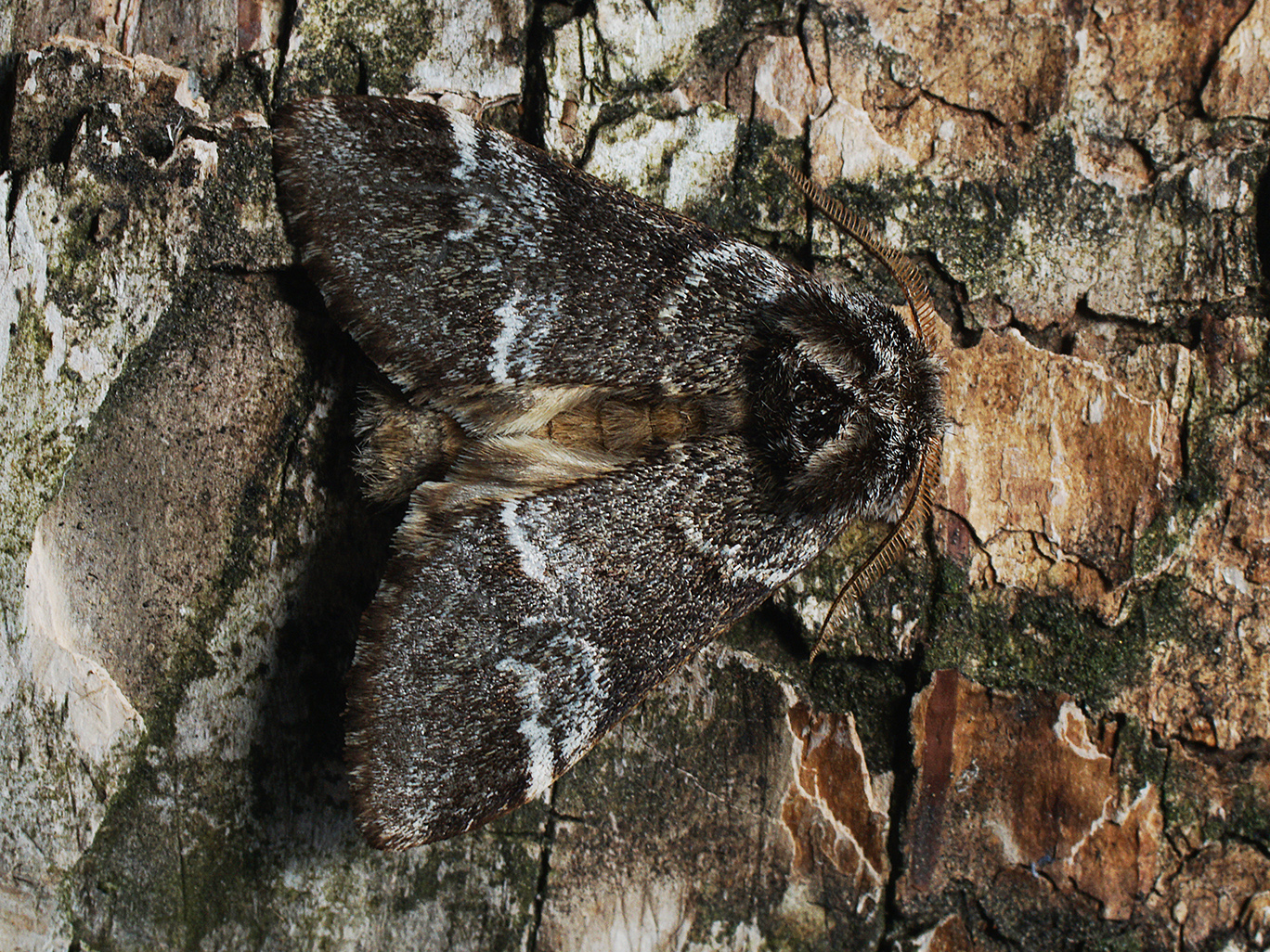
Imago zamaskowane na korze

Motyl o krępej budowy ciele i rozpiętości skrzydeł sięgającej od 33 do 38 mm. Głowa jest zaopatrzona w nieowłosione oczy złożone, krótkie głaszczki i uwstecznioną ssawkę, natomiast pozbawiona jest przyoczek. Czułki osiągają niemal połowę długości przedniego skrzydła i wykazują dymorfizm płciowy w budowie, będąc szczeciniastymi u samicy, zaś grzebykowatymi u samca. Tułów jest szeroki, wyposażony w krótko owłosione tegule. Skrzydło przedniej pary osiąga od 17 do 20 mm długości i ma tło ciemnoszare, w wewnętrznej części pola środkowego zwykle czarnoszaro przyciemnione, a w jego części zewnętrznej białawo rozjaśnione. Przepaska wewnętrzna jest wypukła, zaś zewnętrzna ostro ząbkowana i przy brzegach skrzydła biało rozjaśniona. Plamka półksiężycowata na żyłce poprzecznej jest biaława, co odróżnia ten gatunek od podobnej dąbrówki chaonii oraz mało wyraźna, co odróżnia go od dąbrówki dębowej. Barwa strzępiny jest popielata z ciemnym nakrapianiem. Na tylnej krawędzi przedniego skrzydła leży trójkątny ząbek z włosowatych łusek. Tylne skrzydło jest jasnoszare ze słabo odznaczającą się jaśniejszą przepaską przez środek.
Gąsienica charakteryzuje się ubarwieniem zielonym z parą żółtych lub żółtopomarańczowych prążków biegnących bokami ciała.

## Ekologia i występowanie
Owad ten zasiedla lasy liściaste, lasy mieszane, zarośla, parki i nasadzenia przydrożne. Gąsienice są foliofagami żerującymi na liściach dębów, a rzadko buków i brzóz. Okres lotu motyli trwa od drugiej połowy kwietnia do pierwszej połowy lipca, zaś okres żerowania gąsienic od czerwca do sierpnia. Zimowanie odbywa się w stadium poczwarki. Owady dorosłe nie pobierają pokarmu i są aktywne nocą. Chętnie przylatują do sztucznych źródeł światła.
Gatunek palearktyczny. W Europie znany jest z Portugalii, Hiszpanii, Irlandii, Wielkiej Brytanii, Francji, Belgii, Luksemburgu, Holandii, Niemiec, Szwajcarii, Liechtensteinu, Austrii, Włoch, Danii, Szwecji, Norwegii, Estonii, Łotwy, Litwy, Polski, Czech, Słowacji, Węgier, Białorusi, Ukrainy, Rumunii, Bułgarii, Słowenii, Chorwacji, Bośni i Hercegowiny, Serbii, Czarnogóry, Albanii, Macedonii Północnej, Grecji oraz europejskich części Rosji i Turcji. Poza tym występuje na Kaukazie i w Armenii. W Polsce jest gatunkiem nieczęsto spotykanym.